# Fire over England
Fire over England is een film uit 1937 met in de hoofdrollen Laurence Olivier en Vivien Leigh. De film bevindt zich in het publiek domein.

## Verhaal
Michael Ingolby (Olivier) gaat undercover in koningin Elizabeths hof met plannen om haar te vermoorden. Totdat hij verliefd wordt op hofdame Cynthia (Leigh).

## Rolverdeling
| Acteur           | Personage                        |
| ---------------- | -------------------------------- |
| Flora Robson     | Queen Elizabeth I of England     |
| Raymond Massey   | King Philip II of Spain          |
| Leslie Banks     | 'Robin', the Earl of Leicester   |
| Laurence Olivier | Michael Ingolby                  |
| Vivien Leigh     | Cynthia                          |
| Morton Selten    | Lord Burleigh                    |
| Tamara Desni     | Elena                            |
| Lyn Harding      | Sir Richard Ingolby              |
| George Thirlwell | Mr. Lawrence Gregory             |
| Henry Oscar      | the Spanish Ambassador           |
| Robert Rendel    | Don Miguel                       |
| Robert Newton    | Don Pedro                        |
| Donald Calthrop  | Don Escobal                      |
| Charles Carson   | Admiral Valdez                   |
| James Mason      | Hillary Vane, an English traitor |
| Francis De Wolff | Sir James Tarleton               |